# مرآة (حوسبة)
في علوم الحاسوب، المرآة (بالإنجليزية: Mirror)‏ هي نسخة من مجموعة موضوعية من البيانات، وتسمى عملية النسخ المتطابق المرآة. وعلى الإنترنت تعدُّ «مواقع المرآة» نسخةً موضوعية (نسخة طبق الأصل وكاملة) من موقع ويب آخر.
استخدام المرايا على الإنترنت هو إنشاء مصادر متعددة لنفس البيانات. توفر المرايا للمستخدمين وصولاً دائمًا وموثوقًا إلى مواقع الويب ذات الطلب العالي وحجم التحميل الكبير. عندما يتعطل أحد الخوادم بسبب كثرة الزائرين، سيتمكن موقع مرآة ذو نسخ احتياطي من الخدمة بديلاً عن الخادم الأساسي.
تقوم المرآة الحية تلقائيًا بتحديث نفسها بمجرد تحديث المصدر الأول.

## أسباب استخدام المرايا
- الاحتفاظ بالمعلومات البعيدة عن متناول اليد أو على وشك الانتهاء (صفحات أو مواقع ويب أو بيانات قديمة تكون صيانتها مكلفة)
- توفير تحميل أسرع للمستخدمين في مواقع جغرافية مختلفة
- محاربة الرقابة على المعلومات وتعزيز حرية التعبير
- موازنة أحمال الخادم
- تدابير مؤقتة للتعامل مع الزيادات المفاجئة في حركة المرور في حالات الطوارئ
- زيادة ترتيب الموقع في محركات البحث عن طريق وضع رابط لمرايا مماثلة. (بالنسبة للعديد من المديرين التنفيذيين في محركات البحث وكذلك المستخدمين، يعتبر هذا غير أخلاقي في مجال أجهزة الكمبيوتر)
- ينتج الاستغلال المالي عن وضع الإعلانات على مواقع الويب غير المعلن عنها وأحيانًا ضد سياساتها. (مثل ويكيبيديا)
- كطريقة لتجاوز جدار الحماية.

## أمثلة
أمثلة على «مواقع المرآة»:
- موقع مرآة ويكيبيديا: ويكي واند.